# Tiberius Cornelis Winkler
Tiberius Cornelis Winkler (1822 – 1897) va ser un anatomista, zoòleg i historiador natural neerlandès, i el segon conservador de geologia, paleontologia i mineralogia del Museu Teyler (Haarlem). Les seves aportacions no només inclouen la traducció de la primera edició de L'origen de les espècies de Charles Robert Darwin (1860), sinó que també va redactar una gran quantitat d'escrits per divulgar la ciència, en especial, la ciència natural.

## Biografia

### Inicis
Tiberius Cornelis Winkler va néixer el 28 de maig de 1822 a Ljouwert, la capital de Frísia, on va anar a l'escola primària fins que va complir entre 12 i 13 anys. Posteriorment, el seu pare va enfocar la seva educació al comerç de grans. Winkler va fer servir el seu salari per aprendre francès, alemany i, posteriorment, anglès. El desig d'autoeducació i autodisciplina van ser qualitats característiques de Winkler durant tota la seva vida.
Winkler es va casar el 1844 i va començar a estudiar medicina per convertir-se en cirurgià. El 1850 Winkler es va mudar a Haarlem amb la seva esposa i els seus quatre fills per començar la seva educació a la universitat local de cirurgians. Es va graduar dos anys després i va començar a practicar al nucli de població de Nieuwediep (Aa en Hunze). El seu primer pacient, un pescador, es queixà per haver estat atacat per un traquínid. Els seus estudis el van portar posteriorment a la biblioteca del Museu Teyler de Haarlem, moment en què un article seu sobre els traquínids al popular diari Album der Natuur el va posicionar com un expert en peixos.

### Museu Teyler
Al Museu Teyler va mostrar interès també en la paleontologia i geologia. El conservador i professor Van Breda el va animar a analitzar els fòssils de peixos de la col·lecció del museu. Això va permetre a Winkler impulsar la seva carrera i el seu treball va ser publicat el 1859 a Verhandelingen de la societat científica de la Fundació Teyler. En el futur, la seva feina va servir d'exemple per la pedra calcària de Solnhofen (Baviera) i per completar el catàleg de la col·lecció de fòssils de peixos del museu. L'any següent ja va acabar el catàleg, malgrat que va ser forçat a treballar en condicions dures i continuar duent a terme la seva pràctica mèdica. Aquesta fita va impressionar el director del museu, que va persuadir Winkler a realitzar el mateix amb les altres col·leccions de fòssils i minerals del museu.
Winkler immediatament va començar a treballar en la col·lecció completa de fòssils del museu, que en aquell moment es trobava desorganitzada i sovint sense documentar. Seguint el consell del destacat historiador natural d'Utrecht Pieter Harting, Winkler va aplicar un sistema numèric dividit per períodes (Paleozoic, Mesozoic i Cenozoic) i classificats de major a menor. Aquest sistema i la manera en la qual va ser aplicat demostra la influència de la teoria de l'evolució de Darwin.
El 1864 va ser convidat a convertir-se en conservador del gabinet de paleontologia i mineralogia del museu, càrrec que va ocupar fins a la seva mort, el 4 d'abril de 1897. Winkler va completar el catàleg fins a l'any 1896, període en què va publicar sis volums i cinc suplements, documentant un total de 15.458 fòssils. Winkler també va catalogar la col·lecció de minerals del museu.

## Publicacions
Winkler va divulgar activament la ciència; va escriure més de 100 articles, molts d'ells, amb la voluntat d'educar el públic general. Molts d'aquests articles apareixen a l'Album der Natuur.
Així mateix, Winkler va traduir nombrosos treballs científics al neerlandès. Un dels més famosos va ser L'origen de les espècies de Charles Robert Darwin, que va ser publicat en neerlandès un any després de la seva publicació en anglès el 1859. Winkler també va ser defensor de la teoria de l'evolució, fins al grau de no permetre el qüestionament de la posició de l'home a la cadena evolutiva.
Winkler també va ser un defensor del volapük, una llengua construïda inventada pel sacerdot catòlic Johann Martin Schleyer.